# Звечава
Звечава (на сръбски: Звечава) е село в Черна гора, разположено в община Котор. Населението му според преброяването през 2011 г. е 10 души.

## Население
Численост на населението според преброяванията през годините:
- 1948 – 286 души
- 1953 – 288 души
- 1961 – 221 души
- 1971 – 136 души
- 1981 – 107 души
- 1991 – 33 души
- 2003 – 7 души
- 2011 – 10 души